# Vissaias Ocidentais
Vissaias Ocidentais (Visayas Ocidentais) é um região de Filipinas nas Filipinas. De acordo com o censo de 1 de maio  de  2020 possui uma população de 7 954 723 habitantes e 1 939 989 domicílios.